# Phorbia striata
Phorbia striata är en tvåvingeart som beskrevs av Griffiths 1996. Phorbia striata ingår i släktet Phorbia och familjen blomsterflugor.
Artens utbredningsområde är Newfoundland. Inga underarter finns listade i Catalogue of Life.